# 阿龙山站
阿龙山站是位于中华人民共和国内蒙古自治区呼伦贝尔市根河市阿龙山镇的一个铁路车站，建于1966年，有牙林铁路经过该站，现办理客货运业务。车站距离满归站47公里, 距离牙克石站394公里，隶属中国铁路哈尔滨局集团，是四等站。